# Dicht & Ergreifend
Dicht & Ergreifend (auch dicht & ergreifend) ist eine deutsche Hip-Hop-Band, deren Texte zum Großteil in bairischer Mundart verfasst sind. Die Band wurde 2014 von den gebürtig aus Niederbayern stammenden, in Berlin lebenden Rappern Urkwell und Lef Dutti gegründet.

## Geschichte
Lef Dutti (bürgerlich Fabian Frischmann) lernte Urkwell (bürgerlich Michael Huber) in den 2000er-Jahren auf einem von Letzterem organisierten Hip-Hop-Jam kennen. Beide stammen aus dem niederbayerischen Landkreis Dingolfing-Landau (Huber aus Ottering, Frischmann aus Tunzenberg). Etwa 2008 zogen sie wegen Arbeit beziehungsweise Studium nach Berlin, wo sie 2014 Dicht & Ergreifend gründeten. Bereits zuvor hatten sie zusammen Musik gemacht. Dutti und Urkwell waren anfangs die einzigen Mitglieder der Hip-Hop-Band, später stießen die weiteren Mitglieder hinzu.
Zipfeschwinga, die erste Single der Band, wurde Anfang 2014 veröffentlicht. Das Musikvideo erreichte auf YouTube mehrere Millionen Aufrufe. Danach trat die Band mehrfach im Bayerischen Fernsehen sowie mit der Gruppe LaBrassBanda auf. Nach eigener Aussage war Zipfeschwinga zunächst ein „Zufallsding“ und ein „Spaßsong“, nach dessen Erfolg sich entschieden wurde, weitere Songs in bairischer Mundart aufzunehmen. Die Gruppe startete ein erfolgreiches Crowdfunding, mit dem das 2015 erschienene Debütalbum Dampf der Giganten finanziert wurde. Dampf der Giganten erreichte Platz 4 der Deutschen Hip-Hop-Albumcharts.
2016 waren Dicht & Ergreifend insbesondere in Bayern auf Tour, spielten aber auch in anderen Teilen Deutschlands, beispielsweise auf dem MS Dockville Festival im Hamburg im August 2016. Zudem spielten sie ein Konzert in Kiew unter anderem mit Kraftklub. Ebenfalls 2016 waren sie im Zenith in München die Vorgruppe von Cypress Hill und spielten ein eigenes Konzert im Circus Krone München.
Dicht & Ergreifend traten in den Folgejahren unter anderem auf beim Taubertal-Festival in Rothenburg ob der Tauber, beim Heimatsound-Festival in Oberammergau, bei der Brass Wiesn in Eching, beim Oben Ohne Open Air und dem Tollwood-Festival in München auf. Am 26. Oktober 2019 spielten Dicht & Ergreifend in der ausverkauften Olympiahalle München ein Konzert.
Das zweite Album Ghetto mi nix o wurde 2018 veröffentlicht. Mit Ghetto mi nix o konnte sich die Band erstmals in den regulären deutschen und österreichischen Albumcharts platzieren.
Nachdem aufgrund der COVID-19-Pandemie im Jahr 2020 Konzerte abgesagt werden mussten, veröffentlichte die Gruppe Ende 2020 mit Ohne Uns einen Track über die Auswirkungen der Pandemiebeschränkungen auf die Kulturbranche. Anfang 2021 verkaufte Dicht & Ergreifend „Vollkontaktkonzerte“ für die Zeit nach der COVID-19-Pandemie, die schließlich 2022 stattfanden. Der Vorverkauf dieser Konzerte brachte Einnahmen in Höhe von etwa 120.000 Euro, die Anfang März 2021 zu einem Drittel dem Klinikum Passau gespendet wurden und zu einem Drittel an die Künstler des „Ohne uns“-Musikprojektes. Im Sommer 2021 folgte die Inzi Dance Tour 2021 von Dicht & Ergreifend. 2022 traten sie als Support für Sido auf dessen österreichischer Tour auf.
Im September 2022 spielten Dicht & Ergreifend drei Konzerte in München, Augsburg und Nürnberg mit den Münchner Symphonikern in dem Projekt „Mundart meets Classic“. Die Single Duadaso wurde gemeinsam mit den Symphonikern aufgenommen. Im Juni 2023 erschien das dritte Album Es werde dicht, das Platz 15 der deutschen Albumcharts erreichte.
Anfang November 2023 spielte Dicht & Ergreifend zwei Konzerte im Circus Krone in München. Ebenfalls im November 2023 wurde Dicht & Ergreifend mit dem Kulturpreis Bayern ausgezeichnet, den die Band nicht annahm. In einer Video-Stellungnahme kündigte Dicht & Ergreifend an, den Wert des Preisgeldes über 5.000 € aus der eigenen Bandkasse für ein humanitäres Hilfsprojekt in Burkina Faso zu spenden. Zudem wurde eine Online-Versteigerung einer Replik der Preisstatue zu wohltätigen Zwecken gestartet.

## Rezeption

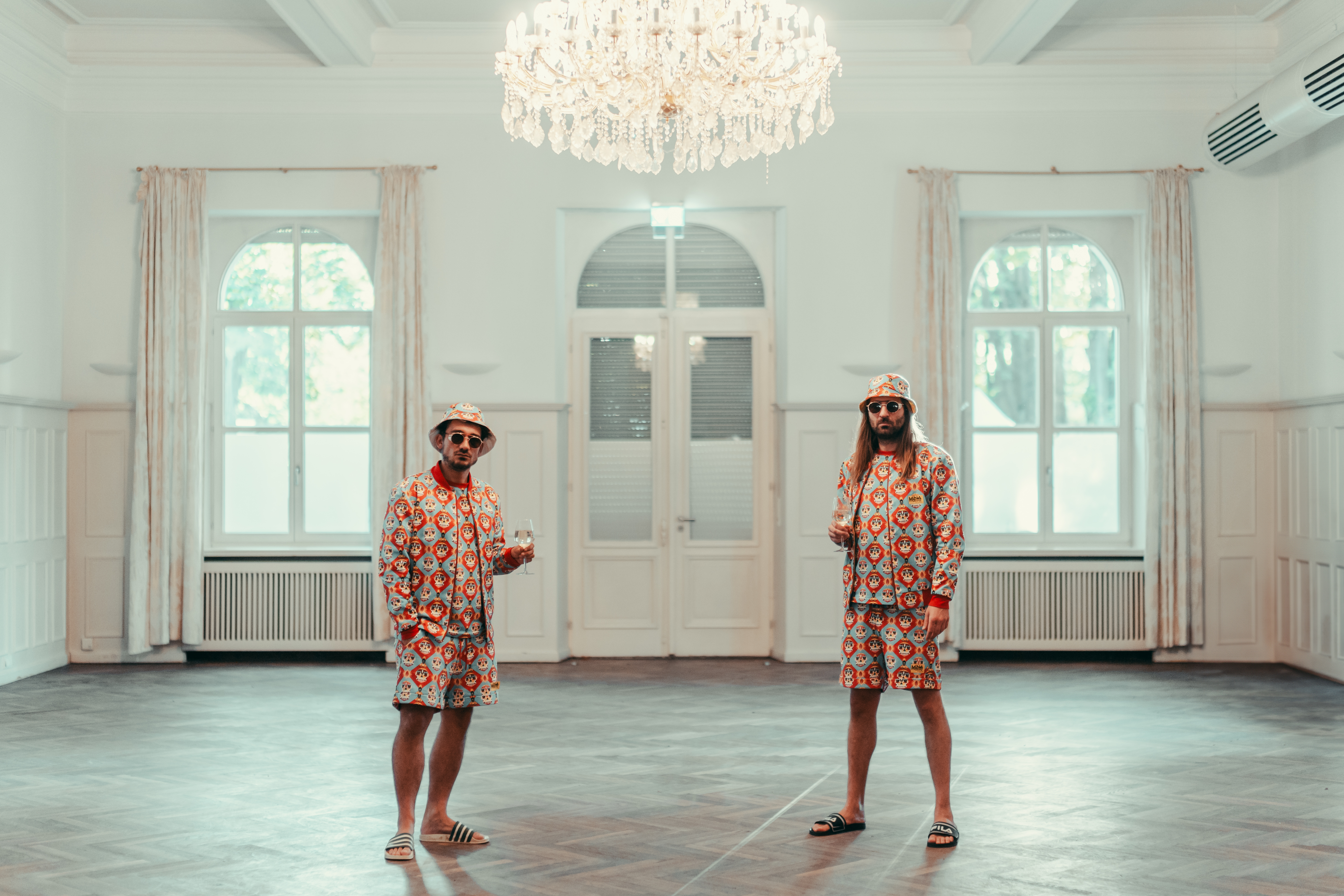
Lef Dutti und Urkwell auf der „Es werde Dicht“-Tour, August 2023

Der Gruppe wird in ihren Texten eine Auseinandersetzung mit sozialen und gesellschaftlichen Themen bescheinigt. So schrieb etwa der Musikexpress 2018 anlässlich des zweiten Albums der Gruppe, sie sei keine „reine Beats’n’Blasmusik-Spaßtruppe“, wie sich etwa an Seitenhieben gegen die „Abgründe des bayerischen Bierdimpfl-Wertkonservatismus“ zeige.

## Diskografie
Alben
- 2015: Dampf der Giganten (Zipfe Adam Records)
- 2018: Ghetto mi nix o (Zipfe Adam Records)
- 2023: Es werde Dicht  (Zipfe Adam Records)

Singles
- 2018: Schofal Boogie (Zipfe Adam Records)
- 2018: Do feids no weid (Zipfe Adam Records)
- 2019: Nein to five (Zipfe Adam Records)
- 2019: Wer schwankt hod mehr vom weg (Zipfe Adam Records)
- 2020: Ohne Uns (Zipfe Adam Records)
- 2021: Nix Gibts (Zipfe Adam Records)
- 2022: Da Spliff (feat. Restless Leg Syndrome; Zipfe Adam Records)
- 2022: Duadaso (Zipfe Adam Records)
- 2023: Es werde Dicht (Zipfe Adam Records)
- 2023: Bauernschach (Zipfe Adam Records)
- 2023: Viva la Vagina (Zipfe Adam Records)

## Auszeichnungen
- 2017: Kulturpreis des Landkreises Dingolfing-Landau[31]
- 2023: Kulturpreis Bayern (seitens der Band nicht angenommen)[32]